# Koenigsegg CCR
Pour les articles homonymes, voir CCR.
SLa Koenigsegg CCR est une supercar produite par Koenigsegg en Suède. Présentée au salon international de l'automobile de Genève en 2004, elle est très proche du modèle précédent, la Koenigsegg CC8S. La CCR est un roadster doté d'un moteur en position centrale-arrière.

## Description
Grâce à son augmentation de puissance, la CCR a détenu pendant un court moment le record du monde vitesse pour une voiture de série (387,87 km/h, battu par la Bugatti Veyron 16.4). Le Moteur V8 Ford à double compresseur de 4.6L de cylindrée produit 806 ch et un couple de 920 N m, avec un poids de seulement 1180 kg, son rapport poids/puissance est plus haut que celui d'une Bugatti Veyron 16.4 dont le rapport poids puissance est 530 ch par tonne. Le design de la CCR est similaire à celui de la Koenigsegg CC8S qu'elle remplace, mais plus aérodynamique pour augmenter l'appui au sol.

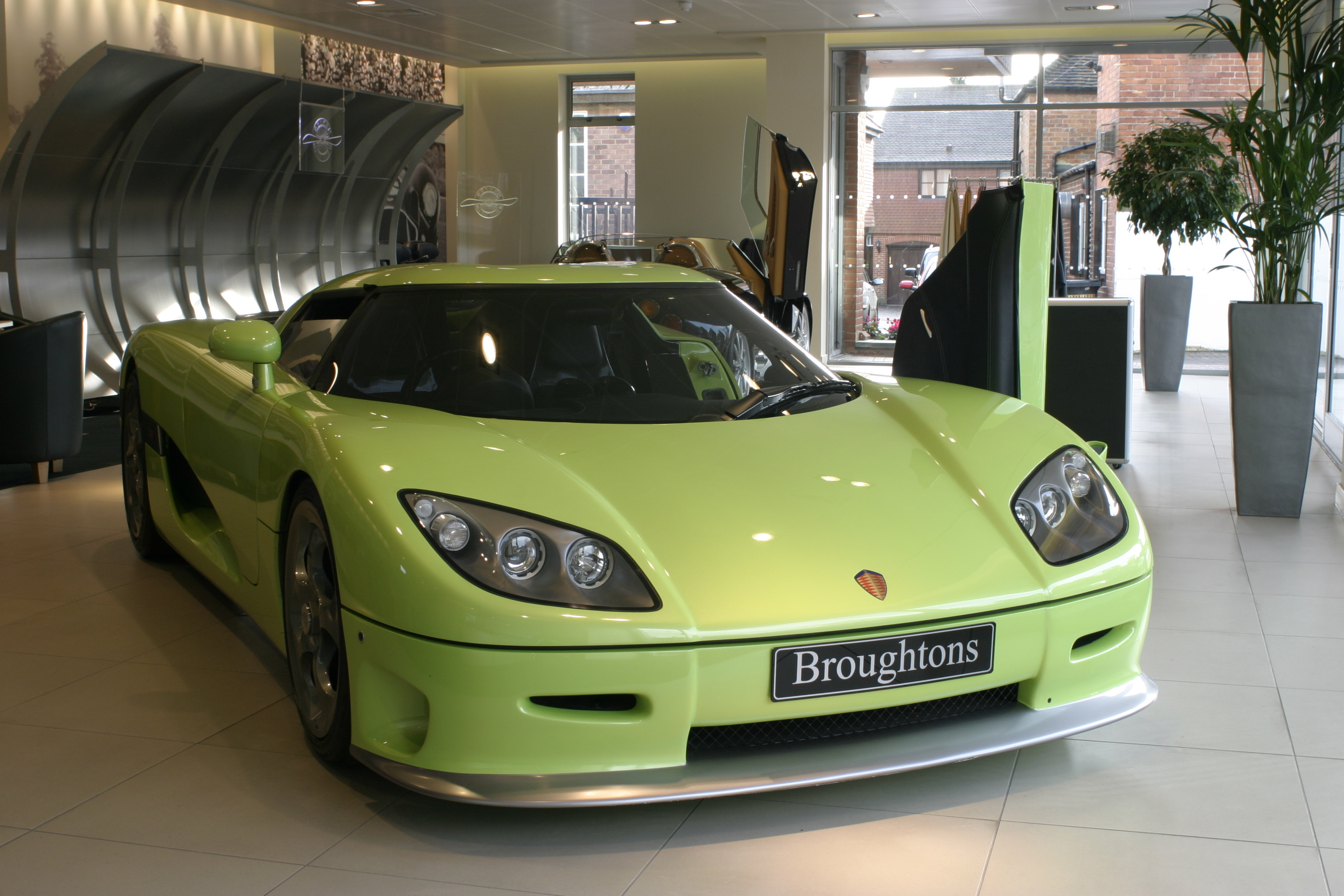
Koenigsegg CCR.

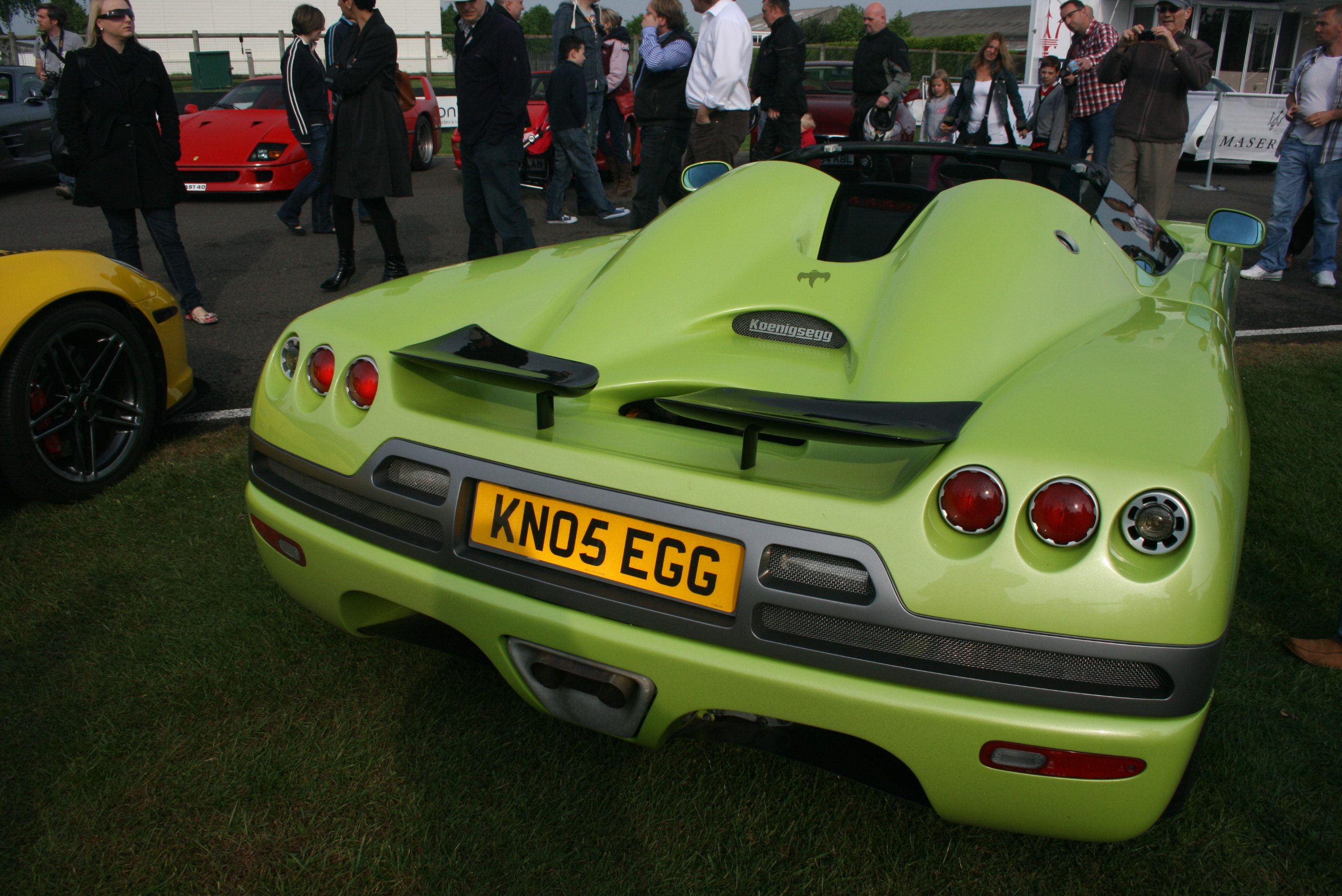
Koenigsegg CCR.

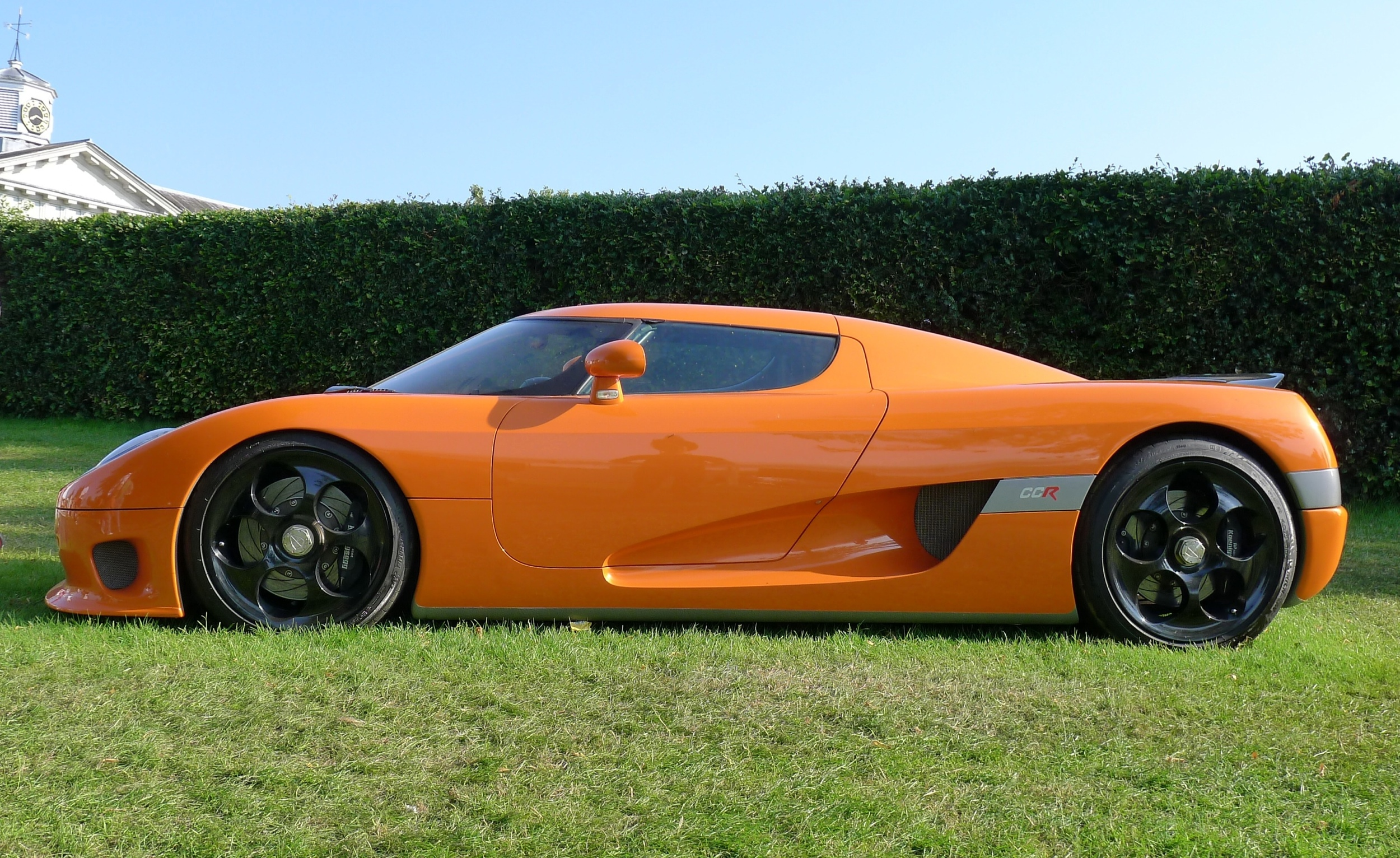
Koenigsegg CCR.

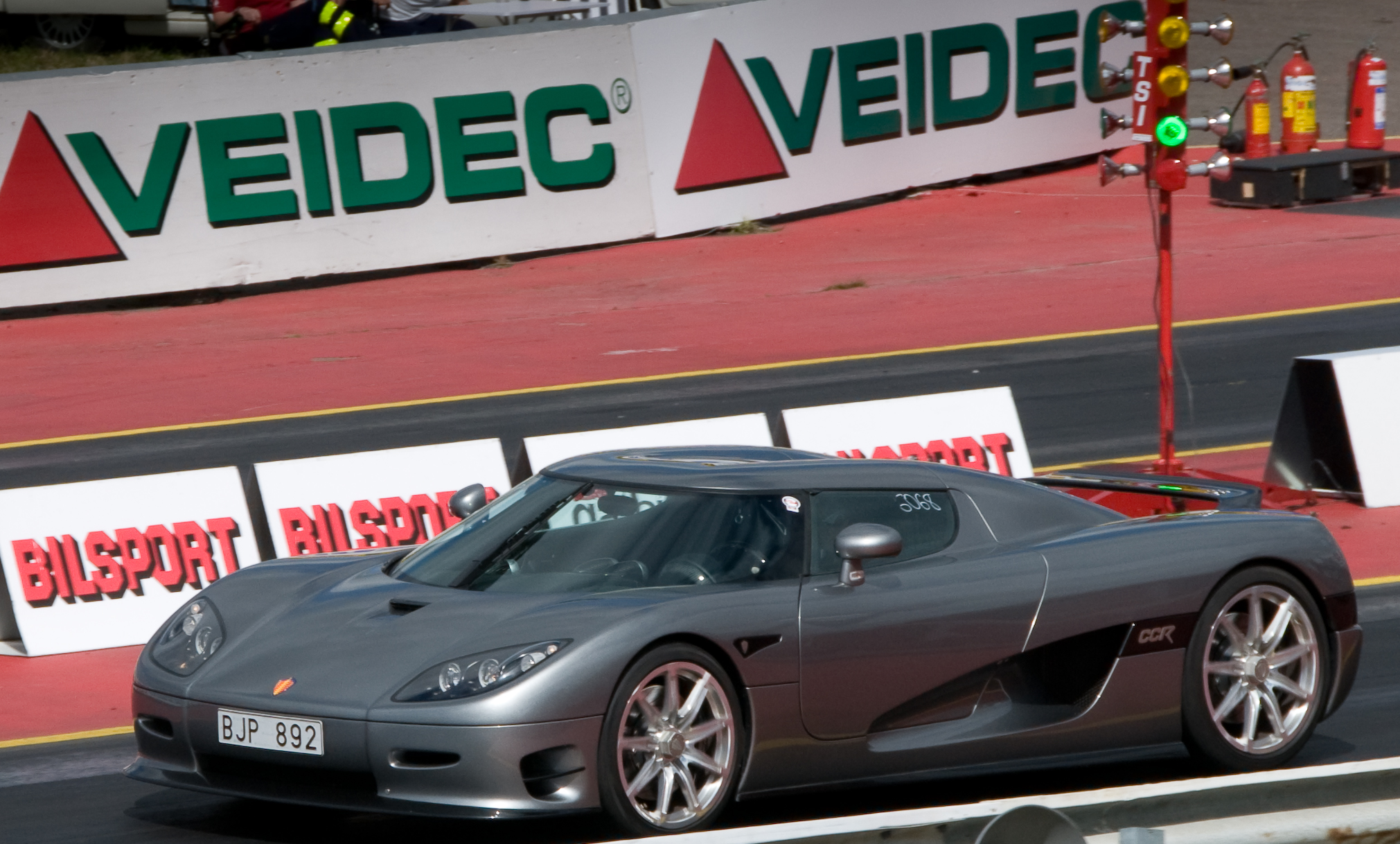
Koenigsegg CCR.